# Tapinanthus discolor
Tapinanthus discolor là một loài thực vật có hoa trong họ Loranthaceae. Loài này được Danser miêu tả khoa học đầu tiên.